# Carmen Monarcha
Carmen Monarcha (Belém, Pará, 27 d'agost de 1979) és una cantant brasilera d'òpera.
Nascuda en una família d'artistes, el seu pare és escriptor i la seva mare cantant. Ja de jove, va aprendre a tocar el violoncel i el piano, i va estudiar en principi per ser violoncel·lista. Tanmateix, va començar a perfeccionar la seva veu, a rebre lliçons de cant, i es va convertir en cantant lírica. Durant la seva carrera artística Monarcha va conèixer a la cantant Carla Maffioletti, amb qui va estudiar al Conversatorium Maastricht, en els Països Baixos. Allà, va ser contractada pel violinista i director holandès André Rieu per a l'Orquestra Johann Strauss, amb la qual va fer gires per Europa, Estats Units, Amèrica Llatina, Mèxic, Japó, Corea, Austràlia, Nova Zelanda i Sud-àfrica. Carmen va captivar els oients cantant Vilja Lied.
Va rebre l'aplaudiment de la crítica en vèncer al Concurs Internacional de Cant Bidu Sayão, competició anual realitzada al Brasil, el nom de la qual homenatja la famosa cantant d'òpera Bidu Sayão.
En acabar els seus estudis als Països Baixos, va tornar al Brasil, però en 2003 tornava a Europa, cantant com a solista en la gira anual de Rieu, en l'orquestra del qual treballa fins al dia d'avui.
Com a soprano, va participar en diversos àlbums de Rieu i va aparèixer en diversos programes de televisió als Estats Units. La seva interpretació de O mio babbino caro, de Giacomo Puccini, és bastant elogiada, així com la seva Havanera de Carmen representada a la PBS estatunidenca.
Va tenir una participació força expressiva i elogiada en el Programa do Jô, el dia 31 de juliol de 2010, que va obtenir el favor del públic.